# Ante Moric
Ante Tomislav Moric (Sydney, 19 aprile 1974) è un ex calciatore australiano, di ruolo centrocampista.

## Carriera

### Nazionale
Ha giocato con l'Under-20 australiana i mondiali 1993 e con la selezione olimpica le olimpiadi di Atlanta 1996.